# Jakovac
Jakovac (cyr. Јаковац) – wieś w Serbii, w okręgu zajeczarskim, w gminie Knjaževac. W 2011 roku liczyła 241 mieszkańców.